# The Rank Organisation

Schallplatte der deutschen Top Rank mit dem Gongman, dem Logo der Rank Organisation, 1959

The Rank Organisation war ein britisches Unternehmen der Unterhaltungsindustrie, das 1937 von dem Industriellen und Filmproduzenten Joseph Arthur Rank gegründet wurde, um seine verschiedenen Unternehmen unter einer Dachorganisation zu vereinen. In den Filmvorspännen kündigte der so genannte „Gongman“, dargestellt von Kenneth Richmond, die von Rank in den Verleih gebrachten Filme an.

## Unternehmensentwicklung
Nach der Unternehmensgründung wurde die Rank Organisation ein wichtiger Faktor in der britischen Filmindustrie bei der Produktion, beim Verleih und bei der Aufführung von Filmen. Zusätzlich wurden durch das Unternehmen auch die US-amerikanischen Filme der Universal Pictures in Großbritannien in den Verleih gebracht.
1939 kaufte Rank die Amalgamated Studios in Borehamwood. Zwei Jahre später übernahm Rank nach dem Tod von Oscar Deutsch die Kinos der Odeon-Kette, außerdem erwarb er die Gaumont-British Picture Corporation, der 251 Kinos gehörten und das Filmstudio Shepherd’s Bush Studios. Ebenfalls 1941 gingen die Paramount-Kinos in den Besitz des Unternehmens über (die aber schon 1949 an die BBC verkauft wurden). Durch den Erwerb des Mehrheitsstimmrechtes bei den Unternehmen Allied Cinemas und Irish Cinemas Ltd. war Rank bis in die frühen 1980er-Jahre auch der größte Filmversorger für Irland.
Zur Rank Organisation gehörten auch die fünf größten britischen Filmstudios, zu denen auch die Pinewood Film Studios und die Denham Film Studios zählten, denen 650 Kinos angeschlossen waren.
Der Unternehmenszweig Independent Producers Ltd. hatte die bedeutendsten Filmregisseure Großbritanniens unter Vertrag, so auch Michael Powell, Emeric Pressburger, David Lean, Frank Launder, Sidney Gilliat, Ken Annakin oder auch Muriel Box.
1945 gründete Rank mit der The Company of Youth eine Schauspielschule, die auch bekannt war als The Charm School, der zahlreiche Akteure den Beginn ihrer Karriere verdankten, wie Diana Dors und Christopher Lee. Obwohl sie der Schule nicht angehörte, stand auch die Sängerin Petula Clark unter Vertrag bei Rank und trat auch in verschiedenen Filmen der Organisation auf, darunter in dem Musikfilm London Town (1946), einem der kostspieligsten Flops der britischen Filmindustrie.
Zwischen 1959 und 1969 entstanden bei Rank über 500 wöchentliche Kurzfilme
der Serie Look At Life, die jeweils einen Teil des britischen Lebens darstellten. Nachdem das bisherige Produktionsunternehmen Anglo-Amalgamated die Produktion einstellte, übernahm Rank von 1966 bis 1978 auch die Produktion der beliebten Parodienserie „Carry-On…“, von denen viele in Deutsch mit dem Titel „Ist ja irre...“ begannen.

## Ausdehnung
Nach einer finanziellen Krise 1949 war Rank gezwungen, die Studios in
Islington und Shepherd’s Bush zu verkaufen. Schon ein Jahr vorher wurden die Amalgamated Studios von MGM übernommen. Ebenfalls 1949 kaufte Rank aber das Produktionsunternehmen Bush Radio und begann damit einen neuen Unternehmenszweig in der Radioindustrie. Nach Übernahme des Radioherstellers Murphy entstand 1960 die Rank Bush Murphy Group, die 1978 in die Great Universal Stores aufging.
1952 gab J. Arthur Rank den Posten des CEO auf, blieb aber weiterhin Vorsitzender bis 1962. Unter der Führung von Sir John Davis verlegte Rank seine Produktionen exklusiv in die Pinewood Studios und schloss die Independent Producers Ltd. Mit einer Partnerschaft der Haloid Corporation begann dann 1956 die Unternehmensgeschichte von Rank Xerox und 1958 wurde Rank Partner im Konsortium, das erfolgreich bei der Aufteilung des Senders ITV mitbot, was zur Gründung des Senders Southern Television führte.
Ab den späten 1950er-Jahren war Rank auch an Musikproduktionen mit dem Label Rank Records Ltd. beteiligt, die unter Top Rank und Jaro Records firmierte. Top Rank wurde 1961 von der EMI übernommen. Rank Audio Visual wurde 1960 gegründet und vereinigte Ranks Multimedia-Interessen, zu denen auch, seit dem Aufkauf von Gaumont British 1941, Bell and Howell gehörten und auch die Unternehmen Andrew Smith Harkness Ltd. und Wharfedale Ltd. Auf der Einkaufsliste von Rank standen dann 1968 die Strand Electric Holdings und 1969 die H.J. Leak & Co.

## Auflösung
1980 stellte die Rank Organisation ihre Filmproduktionen ein. 1995 ging die Organisation in die „The Rank Group“ auf, die alle Aktienanteile übernahm. In den nächsten Jahren verkaufte die Rank Group alle traditionellen Geschäftsteile der Rank Organisation. Der Rank Filmverleih ging an die Carlton Communications für 65 Millionen Pfund. Dieses Unternehmen ging dann in der Granada International auf. 1996 ging Rank Xerox komplett an die US-Muttergesellschaft Xerox. Ab 1998 wurden 53 Nachtclubs von Rank verkauft und die amerikanischen Ferienketten von Oasis. Seit 1998 galt Rank als Übernahmekandidat von verschiedenen Unternehmen.
Im Februar 2000 wurden die Odeon-Kinos für 280 Millionen Pfund verkauft und die Pinewood Studios für 62 Millionen an ein Konsortium unter der Leitung von Michael Grade (Neffe von Sir Lew Grade) veräußert. Auch ein Teil des Universal-Themenparks in Orlando, Florida wurde verkauft und die Tom-Cobleigh-Gaststätten gingen für 90 Millionen Pfund an neue Besitzer. Die verbliebenen britischen Ferienbesitztümer Butlin’s, Haven und Oasis wurden für 700 Millionen Pfund an den Mann gebracht. Das Betriebsunternehmen Rank Leisure Machine Services, das sich unter anderem um die Versorgung und Reparatur der Spielemaschinen in den Vergnügungsparks kümmerte, wurde 2004 für 30 Millionen Pfund veräußert. 2006 wurden die Hard Rock-Geschäftszweige an den Stamm der Seminolen in Florida für 965 Millionen Pfund verkauft. Dazu gehörten 124 Hard Rock Cafes, vier Hard Rock Hotels, zwei Hard Rock Casino Hotels und auch zwei Hard Rock Live!-Konzertveranstaltungsorte. Das Hard Rock Hotel and Casino in Las Vegas wurde im Mai 2006 an die Morgans Hotel Group verkauft.